# Rácz Gábor (gyógyszerész)
Rácz Gábor (Arad, 1928. június 15. – Pécs, 2013. június 17.) erdélyi magyar gyógyszerész, Rácz-Kotilla Erzsébet férje.

## Életútja
A középiskolát az aradi Római Katolikus Főgimnáziumban végezte (1946), majd párhuzamosan a Bolyai Tudományegyetemen a természetrajzi és gyógyszerészeti szak hallgatója volt. 1948-tól a marosvásárhelyi OGYI Gyógyszerészeti Karán folytatta tanulmányait, ahol diplomát (1950) és gyógyszerész-doktori címet (1958) szerzett. Ugyanitt 1949-től gyakornok, a növénytan, majd tanársegéd a drogismereti tanszéken, 1968-tól tanszékvezető és doktorátust irányító egyetemi tanár. Háromszor is dékán: 1956-58, 1962-76 és 1984-86 között. Részt vett az egyetem botanikus kertjének létesítésében és 1952-től irányításában, nevéhez fűződik az 1959-től megjelenő Magkatalógus és melléklete, a Note botanice (1965-től) szerkesztése. Több növényi gyógyterméket előállító kísérleti üzemrészleg és a marosvásárhelyi Gyógyszergyár létesítésében vett részt. Több hazai és külföldi tudományos társaság tagja, a Román Akadémia gyógynövénykutató bizottságának elnöke (1974-90), a Román Orvosi Akadémia 1993-ban rendes tagjává választotta. Vendégelőadó Belgiumban (1958), Görögországban (1967), Törökországban (1971), Németországban (1973); nyugdíjazása után (1993) Pécsett telepedett le.

## Munkássága
Tudományos tevékenysége a gyógynövények szövettanára, növénykémiájára, előfordulására, termesztésére, hatástani vizsgálatára, továbbá a népgyógyászatra, természetvédelemre és gyógyszerészet-történetre terjed ki. Szakközleményei 1951-től 35 hazai és külföldi folyóiratban, főleg az Orvosi Szemle-Revista Medicală, Farmacia, Naturwissenschaften, Acta Pharmaceutica Hungarica, Die Pharmazie, Scientia Pharmaceutica, Österreichische Apothekische Zeitung, Természetgyógyászat hasábjain jelentek meg; egyéb írásait a Korunk Évkönyv (1979), A Hét, Művelődés közölte. Tanulmánya jelent meg (az Aluta 1972-es kötetében) a Benkő József kéziratában fellelhető, Erdővidék flórájára vonatkozó adatokról (Rácz Erzsébet Johannával), a romániai Kárpátok gyógynövényflórájának védelméről (Ocrotirea Naturii 19. köt. 1975); történeti áttekintést adott az erdélyi magyar gyógyszerészeti irodalomról (Péter H. Máriával, Gyógyszerészet 1987/5) s az erdélyi magyar gyógyszerészképzésről és gyógyszerészeti irodalomról a Genersich Antal Emlékkönyvben (1994) és A marosvásárhelyi magyar nyelvű orvos- és gyógyszerészképzés 50 éve (1996) című kötetben.
Társszerzője a Plante medicinale și aromatice (1962, 1975) és a Farmacognozie (1967) című egységes egyetemi tankönyveknek, szintén társszerzője az A. Laza és E. Coiciu társaságában románul, majd magyarul is megjelent Gyógy- és illóolajos növények című könyvnek (1972, bővített kiadása 1975), valamint a Gyógynövényismeret című műnek (társszerzők Rácz-Kotilla Erzsébet és A. Laza, 1984). További kötetei: Gyógynövényismeret – a fitoterápia alapjai (Budapest, 1992), Vadon termő és termesztett gyógynövények (Budapest 1994), Természetes gyógymódok – komplementer medicina (Budapest, 1999).
Szerkesztésében jelent meg a Plante medicale din flora spontană a Bazinului Ciuc (Csíkszereda 1968) és Füzi Józseffel közösen a Kovászna megye gyógynövényei (Sepsiszentgyörgy 1973) című gyűjteményes kötet. Fejezetet írt a Hargita megye gyógy- és fűszernövényei (Csíkszereda 1980) és a Korszerű gyógynövényhasználat (Kolozsvár 1982; román változata Kolozsvár 1983) című gyűjteményes kötetekbe.
Önálló kötetei és kőnyomatos egyetemi jegyzetei: Általános botanika. I; Sejttan és szövettan. II; Vegetatív szervek (Marosvásárhely. 1954); Növényrendszer (Marosvásárhely. 1956); Növényi sejttan, szövettan (Marosvásárhely 1960). Első szerzője a háromkötetes Farmakognózia (Marosvásárhely 1983-87) című jegyzetnek, ez románul is megjelent. Részt vett a Farmacopeea Română gyógyszerészkönyv VII-IX. kiadásának szerkesztésében (1956, 1965, 1976).

## Művei
- Rácz Gábor–Csedő Károly: Farmakognozia. 2. köt.; Orvosi és Gyógyszerészeti Intézet, Marosvásárhely, 1970
- Rácz Gábor–Aristide Laza–Evdochia Coiciu: Gyógy- és illó olajos növények; Ceres, Bukarest, 1972
- Rácz Gábor–Aristide Laza–Evdochia Coiciu: Gyógynövények; 2., bőv. kiad.; Ceres, Bukarest, 1975
- Farmakognózia. Gyógynövényismeret. Egyetemi hallgatók számára. 1 köt.; Orvosi és Gyógyszerészeti Intézet, Marosvásárhely, 1983
- Rácz Gábor–Rácz-Kotilla Erzsébet–Laza Aristide: Gyógynövényismeret; Ceres, Bukarest, 1984
- Rácz Gábor–Péter H. Mária: Farmakognózia. Gyógynövényismeret. Egyetemi hallgatók részére. 2. köt.; Orvosi és Gyógyszerészeti Intézet, Marosvásárhely, 1986
- Rácz Gábor–Rácz-Kotilla Erzsébet–Szabó László Gy.: Gyógynövényismeret. A fitoterápia alapjai; Sanitas Természetgyógyászati Alapítvány, Budapest, 1992 (Sanitas szakkönyvek)
- Rácz Gábor–Rácz-Kotilla Erzsébet: Aromaterápia mindenkinek; Aromax Rt., Budapest, 2000
- Rácz-Kotilla Erzsébet–Rácz Gábor: Emlékképek; Edenscript, Pécs, 2002
- Rácz-Kotilla Erzsébet–Rácz Gábor: Utószó; Edenscript, Pécs, 2002

- Rácz-Kotilla Erzsébet–Rácz Gábor: Teáskönyv; Edenscript, Pécs, 2003
- Rácz-Kotilla Erzsébet–Rácz Gábor: Úton-útfélen; Edenscript, Pécs, 2004
- Rácz Gábor–Rácz-Kotilla Erzsébet–Szabó László Gy.: Gyógynövények ismerete. A fitoterápia és az alternatív medicina alapjai; Galenus, Budapest, 2012 (Galenus könyvek)
- Rácz-Kotilla Erzsébet–Rácz Gábor: Röpke mosolyok; Edenscript, Pécs, 2014

## Emlékezete
- A Dél-Dunántúl neves gyógyszerészei című, 2014-ben megjelent enciklopédikus kötetben bemutatják életét és munkásságát.[3]
- Az Egymásért vagyunk című, 2020-ban megjelent tudománytörténeti összeállításban munkásságára történő visszatekintés jelenik meg.[4]